# Стъклена кабина
Стъклена кабина е самолетна пилотска кабина, използваща електронни дисплеи. Относително нова разработка, стъклените кабини са високо оценявано подобрение на традиционните пилотски кабини. Традиционните кабини използват множество механични устройства за показване на информация, докато в стъклената кабина има няколко контролирани от компютър дисплея, които могат да бъдат настройвани, така че да показват необходимата информация за полета. Това значително опростява управлението и позволява на пилотите да се концентрират само върху най-уместната информация. Стъклената кабина е популярна и сред авиокомпаниите, тъй като премахва нуждата от бордов инженер.